# Storia delle donne nella Resistenza italiana

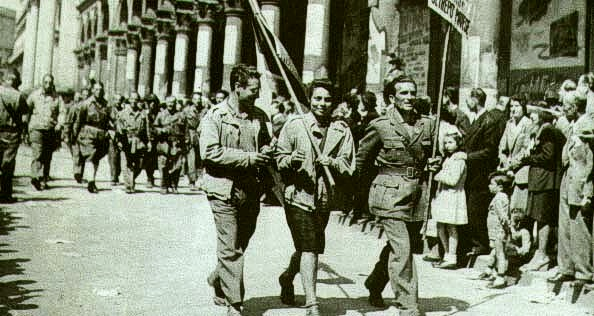
Partigiani e partigiane sfilano per le strade di Milano subito dopo la Liberazione. Al centro, con la bandiera tricolore, Eva Colombo

La storia delle donne nella Resistenza italiana rappresenta una componente fondamentale per il movimento partigiano nella lotta contro il nazifascismo. Esse lottarono per riconquistare la libertà e la giustizia del proprio paese ricoprendo funzioni di primaria importanza.
In tutte le città le donne partigiane lottavano quotidianamente per recuperare i beni di massima necessità per il sostentamento dei compagni e trasportavano risorse poiché considerate meno pericolose. Vi erano gruppi organizzati di donne che svolgevano propaganda antifascista, raccoglievano fondi ed organizzavano assistenza ai detenuti politici ed erano impegnate anche nel mantenimento delle comunicazioni oltre che nelle operazioni militari.
Le donne che parteciparono alla Resistenza facevano parte di organizzazioni come i Gruppi di Azione Patriottica (GAP) e le Squadre di Azione Patriottica (SAP), e inoltre, fondarono dei Gruppi di difesa della donna, "aperti a tutte le donne di ogni ceto sociale e di ogni fede politica o religiosa, che volessero partecipare all'opera di liberazione della patria e lottare per la propria emancipazione", per garantire i diritti delle donne, sovente diventate capifamiglia, al posto dei mariti arruolati nell'esercito.
Dall'interno delle fabbriche (dove avevano preso il posto degli uomini impegnati in guerra), organizzarono scioperi e manifestazioni contro il fascismo.

## Il ruolo delle donne nella Resistenza

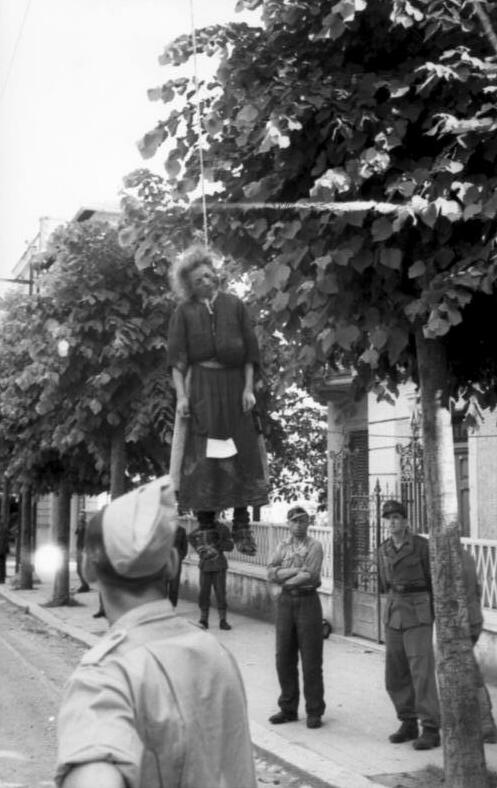
Donna impiccata dai nazifascisti ad un albero a Roma. Sulla gonna è appuntato un cartello con le accuse per le quali è stata sommariamente giustiziata. Attorno a lei, soldati tedeschi. Foto di propaganda di guerra nazista, proveniente dal "Deutsches Bundesarchiv", 1944

I compiti ricoperti dalle donne nella Resistenza furono molti: fondarono squadre di primo soccorso per aiutare i feriti e gli ammalati, contribuirono nella raccolta di indumenti, cibo e medicinali, si occuparono dell'identificazione dei cadaveri e dell'assistenza ai familiari dei caduti.
Si sono inoltre rese indispensabili alla collettività partigiana: oltre che cucinare, lavare, cucire e assistere i feriti, partecipavano alle riunioni portando il loro contributo politico ed organizzativo e all'occasione sapevano anche cimentarsi con le armi. Particolarmente prezioso era il loro compito di comunicazione: con astuzia riuscivano sovente a passare dai posti di blocco nemici raggiungendo la meta prefissata: prendevano contatto con i militari e li informavano dei nuovi movimenti.
Le loro azioni erano soggette a rischio quanto quelle degli uomini e quando cadevano in mano nemica subivano le più atroci torture. Erano brave nel camuffare armi e munizioni: quando venivano fermate dai tedeschi con addosso qualcosa di compromettente, riuscivano spesso ad evitare la perquisizione, dichiarando compiti importanti da svolgere, familiari ammalati, bambini affamati da accudire. Parlando della sfera familiare, le donne parlavano infatti una lingua universale capace di suscitare sentimenti e sensibilità nascoste.
Nell'epoca del secondo conflitto mondiale le donne acquisirono un ruolo importante anche a livello economico-produttivo. Mentre gli uomini venivano richiamati alle armi, esse dovettero sostituirli nell'industria e nell'agricoltura. Le donne lavoravano soprattutto nel settore tessile, alimentare e industriale, ma erano presenti anche in larga misura nella catena di montaggio, nei pubblici impieghi e nei campi, dove affrontavano le attività più faticose, tradizionalmente riservate agli uomini.
In questi settori spesso, organizzavano manifestazioni, al grido di slogan come "Vogliamo vivere in pace" oppure "Vogliamo pane, basta con gli speculatori". Soprattutto nelle campagne, mettevano a disposizione le loro case, rischiando anche la vita, per aiutare i feriti, i convalescenti e dare rifugio alle persone in fuga. Molto importante era anche l'attività che le donne svolgevano nella raccolta di fondi, finalizzata a dare aiuto ai parenti degli arrestati, delle vittime dei nazifascisti e anche alle famiglie dei partigiani particolarmente bisognosi. Intensa fu anche la loro attività di propaganda politica, nonché gli atti di sabotaggio e di occupazione dei depositi alimentari tedeschi.

### Le staffette partigiane

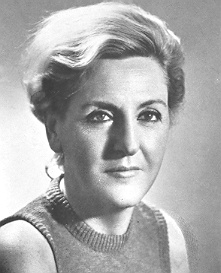
Carla Capponi

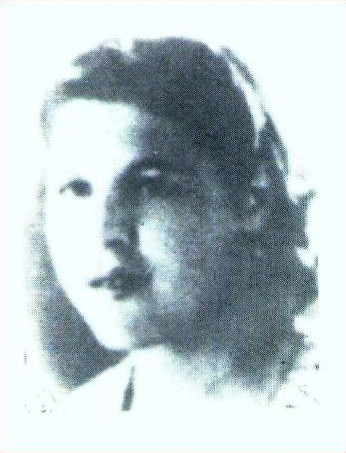
Stefanina Moro, staffetta partigiana, a 16 anni fu catturata e torturata a morte dai nazifascisti

Il ruolo della staffetta, era spesso ricoperto da giovani donne tra i 16 e i 18 anni, per il semplice fatto che si pensava destassero meno sospetti e che non venissero quindi sottoposte a perquisizione. Le Staffette avevano il compito di garantire i collegamenti tra le varie brigate e di mantenere i contatti fra i partigiani e le loro famiglie; in alcuni casi avevano anche il compito di accompagnare gli eventuali resistenti. Senza i collegamenti che loro assicuravano, tutto si sarebbe fermato ed ogni cosa sarebbe stata più difficile.
All'interno della brigata, la staffetta aveva spesso anche il ruolo fondamentale di infermiera, tenendo i contatti con il medico e il farmacista per curare i soldati dalle ferite procurate in battaglia e dai pidocchi.
Le Staffette non erano armate e per questo il loro compito era molto pericoloso. Il loro obiettivo era quello di passare inosservate: infatti erano vestite in modo comune, ma con una borsa con doppio fondo, per nascondere tutto ciò che dovevano trasportare. Altri collegamenti che si rivelarono indispensabili sin dagli inizi della guerriglia erano i collegamenti che tenevano le staffette tra città e montagna. Specie nei momenti più difficili, le staffette recuperavano e mettevano in salvo molti feriti e sbandati e ripristinavano quasi tutti i collegamenti che l'operazione nemica aveva interrotto.
Percorrevano chilometri in bicicletta, a piedi, talvolta in corriera e in camion, pigiate in un treno insieme al bestiame, per portare notizie, trasportare armi e munizioni, sotto la pioggia e il vento, tra i bombardamenti e i mitragliamenti, con il pericolo ogni volta di cadere nelle mani dei nazifascisti.
Durante gli spostamenti, erano sempre in prima linea: quando l'unità partigiana arrivava in prossimità di un centro abitato, era la staffetta che per prima entrava in paese per assicurarsi che non vi fossero nemici e dare il via libera ai partigiani, per proseguire nella loro avanzata. La figura della Staffetta fu molto rispettata e fu il ruolo più riconosciuto per la pericolosità e l'importanza. Una delle staffette a cui è stata conferita la medaglia d'oro al valor militare è Carla Capponi, partigiana italiana scomparsa nel 2000.

### Le combattenti
Tante furono le donne che combatterono al fianco dei partigiani contro il nazifascismo.
Il 1º distaccamento di donne combattenti sorse in Piemonte alla metà del 1944 presso la Brigata garibaldina "Eusebio Giambone" fu una delle tante brigate partigiane nate durante la Resistenza, legate prevalentemente al partito Comunista, ma militavano anche esponenti del Comitato di Liberazione Nazionale, del Partito Socialista Italiano, del Partito d'Azione o della Democrazia Cristiana, a Genova ne sorse un altro che prese il nome di una patriota fucilata da fascisti, un battaglione nacque nel 1944 nel Biellese ed era costituito da operaie tessili della Brigata "Nedo".
Imbracciarono le armi, si misero al fianco degli uomini e in alcuni casi venivano scelte come capi squadra e dirigevano l'intera brigata.
Un esempio è quello dato da Carla Capponi, che partecipò alla Resistenza romana e divenne vice comandante di una formazione operante a Roma. I compagni le avevano impedito il possesso di armi, perché preferivano che si occupasse di altre mansioni; così nell'ottobre del 1943, sopra un autobus affollato, Carla rubò una pistola ad un soldato della GNR che si trovava al suo fianco. Nel 1944 fu tra gli organizzatori dell'Attentato di via Rasella contro una formazione dell'esercito tedesco (da questo atto i nazisti ne presero pretesto per il massacro delle Fosse Ardeatine). È stata decorata con la medaglia d'oro al valor militare per le numerose imprese a cui ha partecipato ed è stata riconosciuta partigiana combattente con il ruolo di capitano.
Utilizzando le armi, le donne, invasero all'epoca un mondo prettamente maschile, ma non lo fecero per sentirsi importanti: fu una questione di necessità in una situazione dove era giusto collaborare per una causa che coinvolgeva l'intera popolazione.
Nelle formazioni nei primi tempi vi furono delle contestazioni da parte di alcuni partigiani, contro la presenza femminile, ma alla fine anche i più scettici dovettero ricredersi. Le donne combattevano al fianco degli uomini, nelle montagne, al freddo, in alcuni casi si dedicavano a delle vere e proprie azioni di sabotaggio militare, mettendo a rischio la loro vita. Si venne a creare all'interno delle brigate un vero e proprio rapporto d'amicizia tra le donne e i partigiani, salvo alcune eccezioni che vennero denunciate e discusse severamente. Le donne portarono soprattutto un forte supporto morale all'interno del gruppo, essenziale in quei momenti così difficili. Tante sono state le donne combattenti catturate e seviziate, portate in campi di concentramento e poi condannate a morte.

### Le rappresentanti delle istituzioni

Nilde Iotti

Nelle realtà geo-politiche create nel corso della guerra di liberazione, le donne coprirono anche ruoli di responsabilità istituzionale. È il caso di Gisella Floreanini, la prima donna in Italia a ricoprire un incarico governativo nella Repubblica partigiana dell'Ossola, tra il settembre e l'ottobre del 1944. Donna colta e intelligente, divenne subito un punto di riferimento per gli antifascisti italiani. Fu responsabile dei Gruppi di difesa della donna e le fu affidato l'incarico di Commissario all'assistenza e ai rapporti con le organizzazioni di massa della Repubblica dell'Ossola..
Il suo contributo nei "quaranta giorni di libertà" della Repubblica dell'Ossola, (questa Repubblica esistette dal 2 settembre al 22 ottobre 1944, i partigiani attaccarono le truppe fasciste sconfiggendole e proclamando così la repubblica. Per questo motivo questo periodo viene chiamato "quaranta giorni di libertà") fu essenziale tanto che ne divenne il simbolo.
Tra il 1944 e il 1945, raggiunse le formazioni garibaldine nella Valsesia e continuò la lotta. Proprio in quel periodo, divenne Presidente del Comitato per l'organizzazione delle donne. Alla fine del conflitto venne nominata componente della Consulta Nazionale e successivamente venne eletta deputata alla Camera dei deputati.
Un'altra donna che ricoprì nella Resistenza ruoli di carattere politico fu Nilde Iotti. Giovanissima seguì le orme del padre, morto quando lei era ancora adolescente, e si iscrisse al PCI (partito comunista italiano). La sua prima funzione nella Resistenza fu quella di porta-ordini. Il suo primo impegno importante fu quello di responsabile dei gruppi di difesa della donna essenziali nella raccolta di indumenti, medicinali, alimenti per i partigiani.
Dopo il Referendum del 2 giugno del 1946, Nilde Iotti fu eletta in Parlamento, prima come semplice deputato e poi come membro dell'Assemblea Costituente e contribuì a creare l'articolo 3 della Costituzione italiana dove si sancisce l'uguaglianza dei cittadini: "Tutti i cittadini hanno pari dignità sociale e sono eguali davanti alla legge, senza distinzione di sesso, di razza, di lingua, di religione, di opinioni politiche, di condizioni personali e sociali". 

### LaResistenza taciuta
Per decenni a livello storiografico ed istituzionale il contributo delle donne alla Resistenza non è stato mai adeguatamente riconosciuto, rimanendo relegato ad un ruolo secondario, che scontava "di fatto" una visione in cui anche la Lotta di Liberazione veniva "declinata" al «maschile». I dati ufficiali della partecipazione femminile alla Resistenza hanno scontato inoltre criteri di riconoscimento e di premiazioni puramente militari, non prendendo in considerazione i "modi diversi", ma non per questo meno importanti, con cui le donne parteciparono ad essa. Per questi motivi si parla di Resistenza taciuta.

#### Alcune cifre
Il numero di donne che contribuì alla Resistenza Italiana, secondo alcune fonti, fu molto elevato. Il loro supporto cominciò fin dagli inizi della lotta partigiana, fino all'aprile del 1945, quando vi fu la liberazione dell'Italia dai nazisti.
Alcune stime della partecipazione femminile alla Resistenzaː
- 35.000 donne partigiane combattenti;
- 20.000 donne con funzioni di supporto;
- 70.000 donne organizzate nei Gruppi di difesa della donna;
- 4.500 arrestate, torturate e condannate dai tribunali fascisti;
- 2.750 deportate in Germania nei lager nazisti;
- 623 fucilate o cadute in combattimento[14];
- 512 commissarie di guerra;
- 19 medaglie d'oro;[15][16]
- 18 medaglie d'argento

## Origine sociale e retroterra culturale
La Resistenza è un fenomeno collettivo non espressione di un élite, una vera reazione del popolo. Nel mondo rurale e soprattutto tra le donne, la coscienza antifascista maturò lentamente, esclusivamente all'interno del contesto familiare, legata tutt'al più a ricordi di episodi di violenze fasciste subite dai familiari o di danni alle proprietà.
Diverso è invece il discorso per le donne di città oppure per quelle che vivendo nei paesi collinari o montani, avevano una diversa qualifica professionale, erano insegnanti, impiegate o artigiane. In questi ambiti era infatti più diffusa l'insofferenza verso il regime e c'era un'avversione più netta per al fascismo e a Mussolini, maturata in famiglia e sui banchi di scuola.
Il fascismo, tentò di escludere le donne da ogni attività extrafamiliare e di riaffermare l'ideale della donna come "angelo del focolare", ma la propaganda scatenò la reazione di una parte consistente del mondo femminile. Donne giovani e anziane intellettuali, studentesse e professoresse, ma anche e soprattutto donne provenienti dal popolo, dalle fabbriche, dai campi. Le donne cominciarono a manifestare e protestare, nelle piazze il loro dissenso contro il regime.
Le donne delle città erano maggiormente agganciate all'attività dei GAP e delle SAP. Talvolta le donne dotate di cultura più elevata, organizzavano delle riunioni private a carattere politico. Tra le donne di campagna invece, era prevalente il sostegno pratico alle attività partigiane piuttosto che la diretta partecipazione alle attività belliche o politiche.
Nacquero giornali femminili, dove tra i tanti titoli si poteva leggere: "anche noi siamo scese in campo" oppure "tutte le donne hanno preso il loro posto in battaglia".
Ad accrescere ancora di più il ruolo politico della donna nella Resistenza, furono i GDD (Gruppi di Difesa della Donna), il primo nato nel 1943 a Milano da alcune donne del CLN..

## Figure particolari

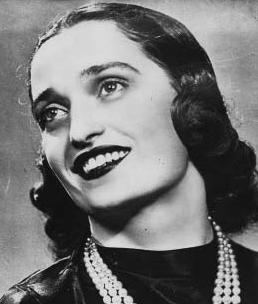
Irma Bandiera

Furono numerose le donne che presero parte alla Resistenza. Anche se la maggior parte delle loro storie è stata oggi dimenticata, di alcune sono rimaste testimonianze preziose.
Nel volume "La collina della lucertole" di Vittorio Civitella, è raccontata la storia di Francesca Laura Wronowski Fabbri (parente di Giacomo Matteotti). Sfollò da Chiavari nel 1944 insieme alla famiglia, per recarsi in una casa di campagna in alta val Fontanabuona, dove lì si creò il centro di un'attività di resistenza clandestina, coordinata dal cognato Antonio Zolesio (pseudonimo di copertura Umberto Parodi).
Ad essa aderì Francesca Laura Wronowski (nome di battaglia "Laura"), anche se tutti la chiamavano "Kiki" e con questo nome è indicata nei ruoli organici della Brigata Lanfranconi (Brigata GL-Matteotti), distaccamento "Ventura", dove svolgeva compiti di infermiera-tuttofare. Aveva iniziato non ancora ventenne come staffetta-informatrice al fianco di Zolesio e tra il giugno e luglio del 1944, insieme a "Giovanna" (Maria Gemma Ratto, una delle più fide e determinate collaboratrici di Umberto), prepara all'azione compiuta contro il Campo di Concentramento di Calvari. Laura e Maria Gemma fecero da guide al commando attraverso il passaggio di Canevale.
All'interno della Brigata Lanfranconi (Brigata GL-Matteotti), l'attività quotidiana di Laura e dei suoi compagni, consisteva nel sopravvivere e nell'addestrarsi con le armi; non solo dovevano cercare di recuperare del cibo dai contadini delle zone, tenere pulito il "casone" nel quale vivevano, ma uscivano anche in missione di guerriglia, minavano ponti, interrompevano le comunicazioni e attaccavano i convogli.
Un determinante contributo che Laura diede alla Resistenza, lo diede anche Iris Versari che nel 1943 divenne staffetta della banda di Silvio Corbari e nel gennaio del 1944 combattente della formazione. Iris prende parte a molti combattimenti, ma nell'agosto del 1944, venne ferita ad una gamba e insieme ai compagni si rifugiò in una casa, sorpresa da tedeschi e fascisti. Trovandosi ad essere di "peso" perché ferita e impossibilitata a fuggire, esortò fino all'ultimo i compagni a scappare e consapevole della sorte che le sarebbe capitata nelle mani nemiche si tolse la vita. I fascisti trasportarono il cadavere di Iris a Forlì in Piazza Saffi dove lo appesero insieme a quello dei suoi compagni di lotta. Il 16 aprile del 1976, le viene concessa la medaglia d'oro al valor militare alla memoria.
Irma Bandiera, staffetta nella 7ª G.A.P, divenne combattente con il soprannome di "Mimma". Fu catturata dai nazifascisti mentre stava rientrando a casa da Castel Maggiore, dove aveva trasportato armi e documenti compromettenti. Per sei giorni i fascisti la seviziarono, la accecarono, ma Irma non disse una parola, non rivelò i nomi dei propri compagni; e così dopo aver subito le peggiori torture, la portarono ai piedi della collina di San Luca e la fucilarono. Anche lei ottenne il 14 agosto del 1944 la medaglia d'oro al valor militare.
Teresa Adele Binda, madre di un partigiano, visse per un periodo con lui sulle montagne. Tornata a casa fu prelevata dai nazifascisti che la incarcerarono e la torturarono per estorcerle informazioni, ma non parlò, e fu fucilata. Nel 2008 fu onorata con la medaglia d'oro al merito civile alla memoria.
Giustina Abbà, operaia, è stata la prima donna ad abbracciare la causa partigiana in Istria. Organizzò uno sciopero della fame tra le sue compagne, per protestare contro la guerra e contro la scarsa distribuzione di cibo. 
Alma Vivoda viene considerata la prima caduta nella Guerra di Resistenza in Italia, uccisa il 28 giugno 1943 durante una missione alla Rotonda del Boschetto (Trieste). 

### Partigiane italiane decorate con medaglia d'oro al valor militare

Medaglia d'oro al valor militare

Le partigiane italiane decorate con medaglia d'oro al valor militare furono 19:
- Irma Bandiera
- Ines Bedeschi
- Gina Borellini
- Livia Bianchi
- Carla Capponi
- Cecilia Deganutti
- Paola Del Din
- Anna Maria Enriquez
- Gabriella Degli Esposti Reverberi
- Norma Pratelli Parenti[26]
- Tina Lorenzoni
- Ancilla Marighetto
- Clorinda Menguzzato
- Irma Marchiani
- Rita Rosani
- Modesta Rossi Polletti
- Virginia Tonelli
- Vera Vassalle
- Iris Versari

### Partigiane italiane decorate con medaglia d'argento al valore militare
- Carla Angelini
- Norma Barbolini
- Maria Bartolotti
- Clarice Boniburini
- Rina Chiarini
- Lucia Davoli
- Jole De Cillia
- Norma Fumis
- Ada Gobetti
- Valentina Guidetti
- Amalia Lydia Lalli
- Joyce Lussu
- Marisa Musu
- Lucia Ottobrini
- Maria Teresa Regard
- Diana Sabbi
- Walkiria Terradura
- Norina Trombini

### Partigiane italiane decorate con medaglia di bronzo al valor militare
- Giovanna Marturano

### Partigiane italiane decorate con croce di guerra al valor militare[27]
- Chiara Arduino
- Elisabetta Armano
- Lucia Boetto Testori
- Carla Liliana Martini
- Carla Voltolina

### Partigiane italiane decorate con medaglia d'oro al valor civile
- Rosa Guarnieri Calò Carducci

### Partigiane italiane di rilievo
- Nilde Jotti
- Tina Anselmi
- Lina Merlin
- Oriana Fallaci
- Miriam Maffai
- Rossana Rossandra
- Anna Maria Princigalli
- Dina Bertoni Jovine
- Dina Rinaldi
- Adele Bei
- Maria Federici
- Angela Gotelli
- Bianca Bianchi
- Laura Bianchini
- Nadia Gallica Spano
- Teresa Mattei
- Teresa Noce
- Angiola Minelli Molinari
- Alba Dell'Acqua Rossi
- Lica Steiner
- Bianca Ceva
- Elena Ceva
- Elettra Pollastrini (nelle file della Resistenza francese)
- Vittoria Nenni (nella file della Resistenza francese e morta ad Auschwitz)

## Episodi particolari

### A Parma
Uno dei tanti episodi di lotta al regime fascista che ha coinvolto le donne come collettività, fu lo "sciopero del pane" avvenuto a Parma il 16 ottobre 1941. Questo episodio può essere considerato il momento in cui le donne entrarono a far parte integrante del movimento antifascista.
La protesta scoppiò per la riduzione del pane, nonostante Mussolini avesse dato delle rassicurazioni in proposito. Le donne parmensi assaltarono un furgoncino della Barilla che trasportava il pane, le operaie uscirono dalle fabbriche e cominciarono a manifestare per le vie della città, molte di loro vennero immediatamente arrestate.
Il 14 aprile 1944 nel parmense, un gruppo di partigiani venne catturato in montagna da un gruppo di tedeschi, vennero reclusi e poi condannati alla pena capitale. I Gruppi di difesa della donna organizzarono una manifestazione nella data del processo e all'uscita dal tribunale i partigiani trovarono centinaia di donne che chiedevano il loro rilascio. Vi furono degli scontri con i tedeschi che cominciarono a sparare e molte donne vennero arrestate e portate in San Francesco.
Pochi giorni dopo arrivò la notizia che "per ordine del Duce l'esecuzione della sentenza per i condannati alla pena capitale è stata sospesa". L'avvenimento venne riportato su tutti i giornali che evidenziarono la lotta condotta dalle donne.

### A Roma
Un altro episodio interessante avvenne a Roma il 7 aprile 1944, in prossimità del ponte dell'Industria (conosciuto come "Ponte di Ferro"): un gruppo di donne insieme a ragazzi e anziani, tentarono l'assalto al mulino Tese, per impadronirsi del pane destinato ai tedeschi.
Le SS e fascisti intervennero subito, spararono sulla folla, trascinarono dieci donne fino alla spallata del ponte e poi le fucilarono. Le donne uccise erano: Clorinda Falsetti, Italia Ferraci, Esperia Pellegrini, Elvira Ferrante, Eulalia Fiorentino, Elettra Maria Giardini, Concetta Piazza, Assunta Maria Izzi, Arialda Pistoleri e Silvia Loggreolo.

## Storiografia
Nella seconda metà degli anni Settanta alcuni libri, scritti da donne, con l'obiettivo di colmare il vuoto degli studi sulla "reale partecipazione femminile alla Guerra di liberazione in Italia", inaugurano il filone di ricerca su Donne e Resistenza, richiamando l'attenzione sulle modalità di partecipazione delle donne alla lotta partigiana e aprendo un varco al rinnovamento delle tesi interpretative sul “contributo" femminile alla Resistenza, un termine fin da subito sottoposto a critica in quanto riduttivo.

## Filmografia

### Documentari
- 1965 - La donna nella Resistenza, documentario di Liliana Cavani
- 2009 - Bandite, documentario di Alessia Proietti[35]
- 2014 La memoria degli ultimi, film-documentario di Samuele Rossi
- 2014 - Non ci è stato regalato niente, documentario di Eric Esser[36]
- 2016 - Nome di Battaglia Donna, documentario di Daniele Segre

### Film
- 1975 - Libera, amore mio!, regia di Mauro Bolognini
- 1976 - L'Agnese va a morire, regia di Giuliano Montaldo

### Video
- Innamorate della Libertà. Donne e Resistenza, documentario scritto e diretto da Erika Peirano e Remo Schellino (2005)
- Mondine cantano "Fischia il vento", celebre canzone popolare scritta nel settembre 1943 da Felice Cascione
- Liliana Cavani, La donna nella Resistenza, su youtube.com.
- "Donne decorate di Medaglia d'Oro al Valore Militare, su combattentiliberazione.it.

### Romanzi
- Guido Gerosa, Le compagne, Rizzoli, Milano, 1979
- Renata Viganò, L'Agnese va a morire, Eianudi, Torino 1949

### Saggi
- Adris Tagliabracci, Le 4 ragazze dei GAP: Carla Capponi, Marisa Musu, Lucia Ottobrini, Maria Teresa Regard, in «Il Contemporaneo», ottobre 1964
- Consiglio Regionale della Liguria, La donna nella Resistenza in Liguria, La nuova Italia, Firenze 1979
- Marina Addis Saba, "Partigiane. Le donne della resistenza", Mursia, Milano 1998
- Comitato Provinciale per le celebrazioni del cinquantenario della Resistenza, Commissione Provinciale Pari Opportunità, A piazza delle Erbe. L'amore, la forza, il coraggio delle donne di Massa Carrara, Amministrazione Provinciale di Massa Carrara, 2001
- Vittorio Civitella, La collina delle lucertole, Gammarò, Sestri Levante, 2008
- Giovannino Verna e Cinzia Maria Rossi, Filomena delli Castelli, una donna abruzzese alla Costituente e al Parlamento italiano, Edigrafital, Teramo, 2006
- Cinzia Maria Rossi, Manuale di democrazia, il dibattito femminile alla Costituente su parità, famiglia e lavoro, Ianieri, Pescara, 2009
- Pino Casamassima, Bandite! Brigantesse e partigiane. Il ruolo delle donne col fucile in spalla, Stampa Alternativa/Nuovi Equilibri, Viterbo, 2012
- Patrizia Pacini, La Costituente: storia di Teresa Mattei, Milano, Altreconomia, 2013
- Laura Artioli, Storia delle storie di Lucia Sarzi, collana Il barile delle mele, prefazione di Lidia Menapace, introduzione di Fiorella Ferrarini, Reggio Emilia, Corsiero, 2014, ISBN 978-88-98420-11-7.
- Marina Addis Saba,La scelta, editori riuniti,2006
- Laura Orlandini, La democrazia delle donne, collana OttocentoDuemila. Percorsi e networks, Roma, BraDypUS Editore, 2018, ISBN 978-88-98392-72-8.
- Carla Colombelli (a cura di), La guerra non ci dà pace: donne e guerre contemporanee, collana Laissez passer, Torino, Edizioni SEB27, 2005, ISBN 88-86618-44-1.
- Pati Luceri, Brillan nel cielo... Le donne della Resistenza, le decorate al valore, le partigiane pugliesi, Grafiche Giorgiani, Castiglione (Lecce) 2021.
- Benedetta Tobagi, La Resistenza delle donne, Einaudi, 2022.